# Messwein

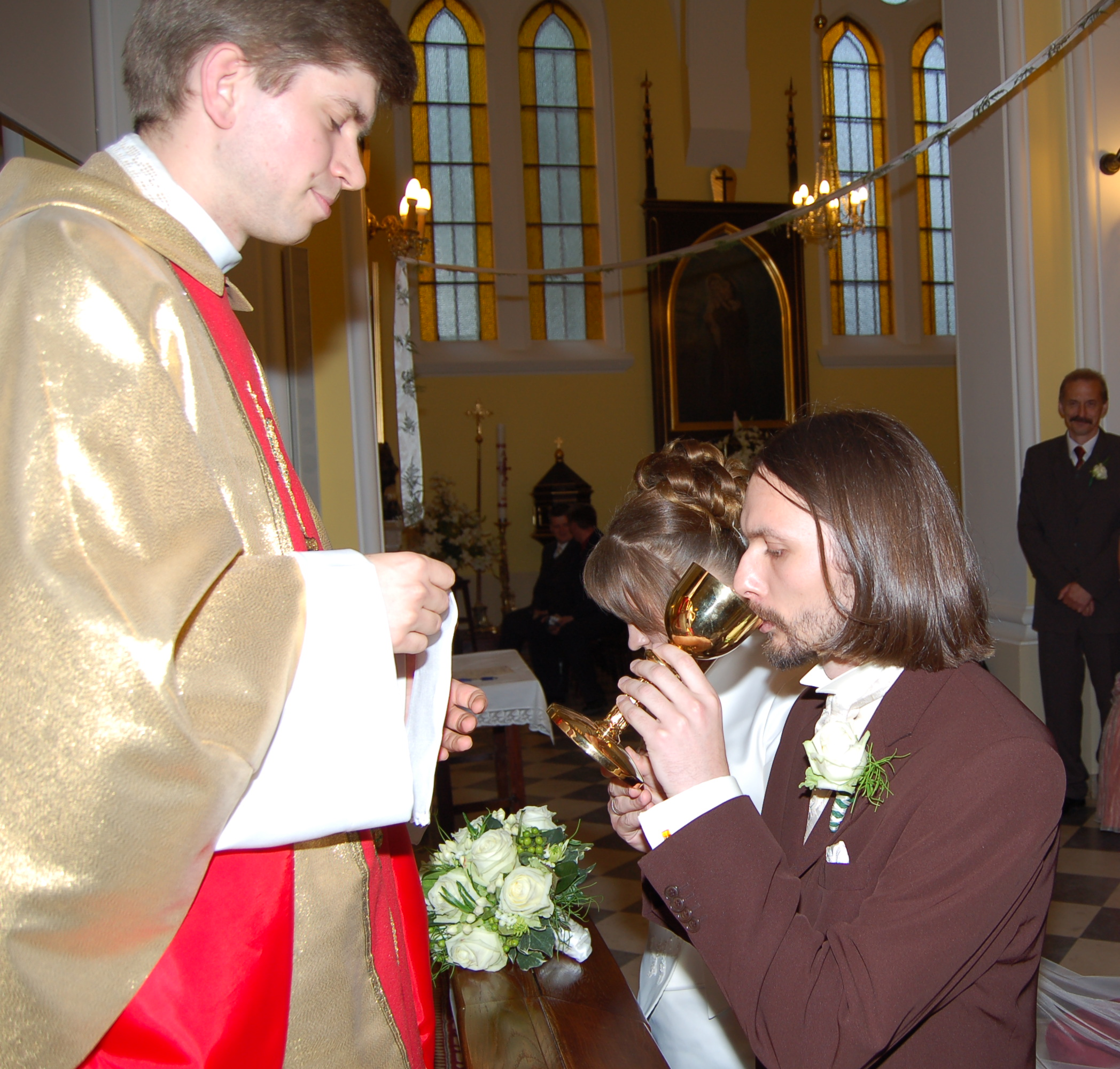
Trauungsmesse mit Spendung der Kelchkommunion

Messwein, auch Altarwein, ist der Wein, der in der Feier der heiligen Messe oder des heiligen Abendmahles verwendet wird.
Die Herstellung von Messwein erfolgt in der römisch-katholischen Kirche nach bestimmten, von der Kirche festgelegten Vorschriften der natürlichen Reinheit und Unverfälschtheit. Diese werden heute von den gesetzlichen Regelungen und Bestimmungen des Weinrechtes bei Prädikatsweinen erfüllt.

## Geschichtliche Aspekte
Der christlichen Überlieferung zufolge stiftete Jesus Christus beim Mahl mit seinen Jüngern am Abend vor seinem Tod Brot und Wein als bleibende Zeichen seiner Gegenwart in der Gemeinde. Die Wurzeln dieser Feier liegen im jüdischen Sederabend, dem Beginn des Pessachfestes, bei dem Juden neben verschiedenen Speisen mit vier Gläsern gesegneten Weins des Auszugs aus Ägypten gedenken.
Bis etwa Mitte des 15. Jahrhunderts wurde für die Eucharistiefeier ausschließlich Rotwein als Messwein verwendet. 1478 wurde durch Papst Sixtus IV. zum ersten Mal Weißwein zugelassen. Die orthodoxen Kirchen verwenden in der Regel wegen der symbolischen Nähe zum Blut Christi nur Rotwein.
Wegen der Bedeutung, die der durch Transsubstantiation in das Blut Christi gewandelte Messwein in der katholischen Kirche hat, erklärt sich, warum die katholische Kirche von jeher den Weinbau und die Weinbereitung gepflegt, bewahrt und veredelt hat. Neben dem Gebrauch bei der Eucharistiefeier wurde Wein auch an bestimmten Tagen des Kirchenjahres als Sakramentale ausgeteilt, etwa am Fest des Apostels Johannes als Johanneswein. Mit der weltweiten Verbreitung des Christentums verbreitete sich auch der Weinbau. Da früher Weinverfälschungen zahlreich vorkamen, erließ die Kirche eigene Vorschriften zur natürlichen Reinheit und Unverfälschtheit des Messweins und kontrollierte die Herstellung.

## Katholische Kirche
Wurde früher hauptsächlich Rotwein als Messwein verwendet, wird seit längerer Zeit aus praktischen Gründen vorwiegend Weißwein genommen. Während der Gabenbereitung wird ihm ein wenig Wasser beigefügt.
Eine gültige Wandlung kann nach katholischem Verständnis nur mit echtem Wein erfolgen, nicht jedoch mit Traubensaft oder Wein, der nicht den Vorgaben des Kirchenrechts entspricht. Das Kirchenrecht schreibt vor:

„Der Wein für die Eucharistiefeier muss vom Gewächs des Weinstocks (vgl. Lk 22, 18) stammen und naturrein und unvermischt sein, das heißt ohne Beimischung von Fremdstoffen.
Mit besonderer Sorgfalt achte man darauf, dass das Brot und der Wein, die für die Eucharistiefeier bestimmt sind, in einwandfreiem Zustand aufbewahrt werden. Das heißt, es ist dafür zu sorgen, dass der Wein nicht zu Essig wird (...).“

Diese Grundvorschrift wurde immer wieder durch Messweinverordnungen erläutert, zuletzt im Jahr 1976. Nach solchen Verordnungen muss der Wein aus Trauben sein. Zuckerzusätze oder nicht erlaubte Beigaben sind verboten. Diese Anforderungen werden heute weinrechtlich in Deutschland, Österreich und in der Schweiz von Prädikatsweinen erfüllt. Außerdem ist die Beigabe von reinem Alkohol („spiritus“) aus Wein zum Wein erlaubt, daher kommen Sherry oder Portwein grundsätzlich für Messwein in Frage. Lieferanten von Messwein wurden auf die Qualität ihrer Produkte („reiner, klarer Wein“) vereidigt. Im Gegensatz zu früheren Zeiten, als diese Vereidigungen große offizielle Veranstaltungen waren, erfolgte der Eid allerdings nur noch schriftlich. Über die Zulassung eines Weines als Messwein entschied der Ortsbischof, der die Messweine auch alle fünf Jahre überprüfte und bestätigte. Bezieher von Messwein waren verpflichtet, ihren Wein bei vereidigten Händlern zu beziehen.
Der Ständige Rat der Deutschen Bischofskonferenz beschloss am 23. Juni 2014 eine neue Messweinverordnung, in der er der staatlichen Rechtsprechung Rechnung trug, die die Reinheit des Weines ordnet und die Beimischung von Fremdstoffen weitestgehend untersagt. Zugelassen für die Feier der Eucharistie sind jetzt Weine, die „mindestens den Anforderungen eines Qualitätsweines (nach deutschem Weinrecht)“ genügen. Tafelwein ist als Messwein wegen seiner Verwässerung nicht zugelassen. Die Approbation einzelner Messweinlieferanten entfällt.
Seit 1994 ist es im Ausnahmefall und nach ausdrücklicher Erlaubnis durch den Bischof auch zulässig, statt Messwein Traubenmost zu verwenden. Voraussetzung ist, dass der zelebrierende Priester nachweislich aus gesundheitlichen Gründen keinen Wein trinken darf. Voraussetzung ist weiter, dass der Most nicht in seiner Natur verändert wurde. Deshalb kommt zur Haltbarmachung nur das Einfrieren in Frage, denn durch Sterilisation wird aus dem Most Traubensaft.
Laien stellt sich dieses Problem seltener, da jeder Gläubige nach alter und auch in anderen Kirchen geltender Lehre den Leib Christi mit der Hostie stets vollständig empfängt. Die Kelchkommunion auch durch die Laien war zudem aus praktischen Gründen lange Zeit unüblich, teilweise sogar verboten. Der Empfang des konsekrierten Weines war darum dem zelebrierenden Priester vorbehalten. Dies war ab dem 14./15. Jahrhundert Gegenstand heftiger Kontroversen zwischen der katholischen Kirche und den Reformatoren. Seit dem Zweiten Vatikanischen Konzil ist die Kelchkommunion in der Messe nicht nur wieder für alle anwesenden Katholiken erlaubt, sondern an bestimmten Tagen sogar ausdrücklich empfohlen. Das eher seltene Vorkommen ist der Praktikabilität geschuldet. Für die Durchführung der Kelchkommunion gelten besondere Regelungen.

## Evangelische Kirche
In den Evangelischen Kirchen wird in zahlreichen Gemeinden aus Rücksicht auf alkoholkranke Menschen Traubensaft verwendet.

## Selbständige Evangelisch-Lutherische Kirche
In der Selbständigen Evangelisch-Lutherischen Kirche ist mit bischöflichen Rundschreiben geregelt, dass ausschließlich Wein zur Sakramentsfeier verwandt werden darf. Freigestellt ist lediglich, ob Rotwein oder Weißwein verwendet wird. Traubensaft wird aus theologischen Gründen kategorisch abgelehnt, da nicht mehr die Gewissheit besteht, der Einsetzung Christi gemäß zu verfahren. Alkoholkranken wird die Kommunion unter einer Gestalt ermöglicht. Ihnen wird Christi Leib durch die Hostie gereicht. Nach „bekenntnislutherischem“ Glauben ereignet sich nämlich durch die Konsekration durch den Pfarrer die sakramentale Einheit von Brot und Leib Christi einerseits und Wein und Blut Christi andererseits, so dass der Kommunikant in, mit und unter Brot und Wein Christi wahren Leib und sein wahres Blut mit seinem Mund zur Vergebung der Sünden empfängt.

## Andere Kirchen
- In den Freikirchen wird oft generell Traubensaft verwendet.
- In der Kirche Jesu Christi der Heiligen der Letzten Tage wird, aufgrund kirchlicher Speisevorschriften, die ein Alkoholverbot beinhalten, ausschließlich Wasser anstelle von Wein gereicht.